# Whitney Able
Whitney Able (Houston, 6 de febrero de 1982) es una actriz estadounidense que ha aparecido en la revista Maxim. Es conocida por la película All The Boys Love Mandy Lane y Monsters.

## Biografía
Tiene un hermano y le gusta Led Zeppelin. En los primeros años vivó en España y México. Le gusta el idioma español. Able ha aparecido en numerosas películas, pero sus papeles más notables fueron en All The Boys Love Mandy Lane como el segundo personaje principal femenino Chloe y como Samantha en la película Monsters.

## Vida personal
Able se casó con Scoot McNairy en julio de 2010, posteriormente se divorciaron en noviembre de 2019.

## Filmografía

### Cine
| Año  | Título                                | Personaje             | Notas                  |
| ---- | ------------------------------------- | --------------------- | ---------------------- |
| 2005 | Age of Kali                           | Sabrina               |                        |
| 2006 | Dead Lenny                            | Eve                   |                        |
| 2006 | All the Boys Love Mandy Lane          | Chloe                 |                        |
| 2007 | Love and Mary                         | Lucy                  |                        |
| 2007 | Unearthed                             | Ally                  |                        |
| 2008 | Remarkable Power                      | Candy                 |                        |
| 2009 | Mercy                                 | Heather               |                        |
| 2010 | Tough Trade                           | Carmen                | Película de televisión |
| 2010 | Everything Will Happen Before You Die | Jasmine               |                        |
| 2010 | More Things Change                    | Robyn                 |                        |
| 2010 | The Man That I Was                    | Rachel                |                        |
| 2010 | Monsters                              | Samantha "Sam" Wynden |                        |
| 2010 | Abelar: Tales of an Ancient Empire    | Xia                   |                        |
| 2010 | Pound of Flesh                        | Rachel Fry            |                        |
| 2010 | The Kane Files: Life of Trial         | Anna Kane             |                        |
| 2010 | Black Hole                            | Eliza                 | Corto                  |
| 2011 | Literally, Right Before Aaron         | Muchacha de Vermont   | Corto                  |
| 2011 | Bad Actress                           | Rebecca Pillage       |                        |
| 2011 | Annabel                               | Annabel               | Corto                  |
| 2012 | Free Samples                          | Dana                  |                        |
| 2013 | Straight A's                          | Fran                  |                        |
| 2014 | A Walk Among the Tombstones           | Denise                |                        |
| 2014 | Man Without a Head                    | Muchacha #4           |                        |
| 2014 | Fluidic                               | Fave                  |                        |
| 2015 | Dark                                  | Kate                  |                        |
| 2015 | Ava's Possessions                     | Jillian               |                        |

### Televisión
| Año  | Título                  | Personaje                 | Notas                                       |
| ---- | ----------------------- | ------------------------- | ------------------------------------------- |
| 2006 | Secrets of a Small Town | Meredith                  | Piloto. No vendido                          |
| 2006 | Rodney                  | Mayor de educación física | Episodio: "Where the Rubber Meets the Road" |
| 2007 | CSI: NY                 | Rita Steinway             | Episodio: "Obsession"                       |
| 2007 | Cold Case               | Rainey Karlsen (1997)     | Episodio: "Stand Up and Holler"             |
| 2010 | Nikita                  | Hanna Cushko              | Episodio: "2.0"                             |
| 2010 | Criminal Minds          | Penny Hanley              | Episodio: "Reflection of Desire"            |
| 2017 | Godless                 | Anna McNue                | 2 Episodios                                 |